# Иван Васильевич Красный
Иван Васильевич Красный (ок. 1450 — после 1516) — государственный деятель Великого княжества Литовского, представитель княжеского рода Друцких, наместник минский (1487—1489).

## Биография
Представитель княжеского рода Друцких собственного герба. Сын наместника витебского, князя Василия Семёновича Красного и княжны Воротынской, сестры князя Фёдора Львовича Воротынского.
В 1486 году князь Иван Васильевич Красный выступал свидетелем при составлении завещания княгини Софии Зубравицкой в пользу Марины Дмитриевны Трабской. В 1487 году получил от великого князя литовского Казимира Ягеллончика должность наместника минского. В 1488 году получил четые бочки соли с ковенского мыта и борть мёда из Трокского ключа. В феврале 1489 года великий князь литовский сообщает ему, как наместнику минскому, что отдал сбор минских пошлин в аренду «трокскому еврею» Михаилу Даниловичу, в мае того же года князь Иван Красный упоминается в дипломатической переписке московского и литовского дворов.
Вероятно, ещё до смерти великого князя литовского Казимира Ягеллончика (1492) Иван Васильевич Красный лишился звания минского наместника. В 1505 году являлся свидетелем в судебном процессе о происхождении жены князя клецкого Ивана Васильевича Ярославича, где засвидетельствовал, что Мария Корибутовна, дочь Корибута Ольгердовича, находилась на воспитании при дворе великого князя литовского Витовта, который позднее выдал её замуж за его родного дядю, князя Фёдора Воротынского, дочерью которого является Евдокия Фёдоровна, жена князя Ивана Ярославича. В 1516 году записал в пользу своей жены Марии Ивановны Заславской сёла Бобр и Соколовичи, данников на реке Бобр и двор Недоходов.

## Семья
Был дважды женат. Его первой женой была Мария Семёновна Кобринская (ум. до 1512), дочь князя Семёна Романовича Кобринского и Ульяны Семёновны Гольшанской, от брака с которой имел сына Дмитрия (ум. до 1507), умершего в молодости. Вторично женился на Марии Ивановне Заславской, дочери князя Ивана Васильевича Заславского и вдове князя Богдана Фёдоровича Глинского, умершего в плену в Москве в 1512 году.